# HP NonStop
A NonStop név a HP Integrity NonStop számítógépek termékvonalára utal (korábbi nevük a Tandem NonStop számítógép termékvonal volt), a NonStop OS pedig a számukra készült operációs rendszert jelöli. A NonStop rendszerek integrált hardver- és szoftvercsomagon (stack) alapulnak, melyek öngyógyító rendszerek redundáns komponensekkel ellátva. Komponens hiba esetén képesek automatikus újrakonfigurálásra, így biztosítva védelmet az egyszerű meghibásodási pontok ellen (lásd megbízhatóság). A rendszer NonStop OS operációs rendszeren fut, NonStop SQL adatbázissal vagy Enscribe adatbázissal.
Ezeket a rendszereket gyakran használják a bankok, tőzsdék, telekommunikációs szolgáltatók és más nagy megbízhatóságú számítógép-rendszereket igénylő vállalatok.

## Története
A termékvonalat eredetileg 1976-ban vezette be a piacra a Tandem Computers Inc., később 1997-től a Compaq vette meg, 2003-tól pedig a Hewlett-Packard-hez került. A jelenlegi HP Integrity NonStop szerverek termékvonala 2005-ös bevezetés óta Intel Itanium processzorokra épül.
A korai NonStop alkalmazásokat a megfelelő hibatűrés eléréséhez speciálisan kellett programozni. Ez az akadály azonban 1983-ban elhárult a tranzakció monitorozási képesség (angolul Transaction Monitoring Facility – TMF) bevezetésével. Ez a képesség a hibatűrés különböző aspektusait rendszer szinten kezelte, az alkalmazás számára transzparensen (átlátszóan).

## NonStop OS
A NonStop OS hibatűrő, üzenetalapú operációs rendszer. Processz párokkal dolgozik, biztosítja azt, hogy processz vagy CPU hiba esetén a backup processzek valamelyike – amelyek CPU-ban futnak – képes átvenni az eredeti processz szerepét. Az átvétel alatt az adat integritás biztosított, se tranzakció, se adat nem vész el vagy sérül.

## NonStop hardver
A HP Integrity NonStop számítógépek a hibatűrő szerver számítógépek termékvonalába tartoznak és tranzakció feldolgozásra, valamint extrém szintű rendelkezésre állásra és adatintegritásra vannak optimalizálva. Az átlagos rendelkezésre állás bevizsgáltan 99,999%. A NonStop rendszerek főbb jellemvonása a magas szintű párhuzamos feldolgozásra (angolul massive parallel processing – MPP) kihegyezett architektúra, lineárisan skálázható teljesítménnyel. Mindegyik processzor (a rendszer egészen 4000 processzorig bővíthető) az operációs rendszer egy saját példányát futtatja. Ez a "zéró megosztás" szervezési elve, új processzorok hozzáadásakor semmilyen mellékhatást nem okoz.
Az integrált hardver/szoftver-csomagnak és még a legnagyobb konfigurációkhoz is csak egyetlen közös rendszerképnek (image) köszönhetően a NonStop rendszerek karbantartása meglehetősen alacsony ráfordítást igényel. A legtöbb üzembe állítás során egyetlen éles szerver elegendő, nincs szükség komplex szerverfarmra.
A legtöbb ügyfélnek van biztonsági mentést végző szervere, egy távoli helyszínen, katasztrófából való helyreállítás esetére. Vannak sztenderd termékek arra, hogy megőrizzék az adatokat az éles és biztonsági mentést végző szerver között szinkronizált módon, ennél fogva létezik gyors adatvesztés nélküli átvétel katasztrófa bekövetkezése esetén anélkül, hogy az éles szerver elérhetetlenné válna, vagy megsemmisülne.
A NonStop rendszerek hagyományosan nagyon biztonságosak, külső hackerek általi betörést már régóta nem jelentettek.
A HP szintén kifejlesztett egy adattárház- és üzleti intelligencia-szerver számítógép termékvonalat a HP Neoview-t, mely a HP NonStop termékvonalán alapult. Adatbázis szerverként viselkedett, NonStop OS-t és NonStop SQL-t biztosított, de az eredeti NonStop rendszerekből hiányzott a tranzakció kezelés.
2011. január 24-én a HP Neoview termékvonalat nyugdíjba küldték, és nem forgalmazzák tovább.

## Fordítás
Ez a szócikk részben vagy egészben  a   NonStop című angol Wikipédia-szócikk fordításán alapul.  Az eredeti cikk szerkesztőit annak laptörténete sorolja fel. Ez a jelzés csupán a megfogalmazás eredetét és a szerzői jogokat jelzi, nem szolgál a cikkben szereplő információk forrásmegjelöléseként.